# NGC 139
NGC 139 је спирална галаксија у сазвежђу Рибе која се налази на NGC листи објеката дубоког неба.
Деклинација објекта је + 5° 4' 42" а ректасцензија 0h 31m 6,5s. Привидна величина (магнитуда) објекта NGC 139 износи 14,6 а фотографска магнитуда 15,4. NGC 139 је још познат и под ознакама CGCG 409-22, PGC 1900.